# Julius Lehmann (läkare)
Julius Christian Lehmann, född 6 maj 1836 i Köpenhamn, död där 2 januari 1901, var en dansk läkare. 
Lehmaan avlade medicinsk examen 1859 och disputerade för doktorsgraden 1862 på avhandlingen Om Perinephritis. Senare var han förste underläkare vid Kommunehospitalet 1865–1868 och därefter visitator där. Under koleraepidemin 1853 väcktes hans intresse för hygien och administration. Han var kommunläkare i Köpenhamn 1872–1893 och läkare vid Det Kongelige Vajsenhus 1875–1900. Han blev medlem av Sundhedskollegiet 1882 och dess dekan 1889. Som hygieniker representerade han Danmark vid kongresser i Rom och Wien och förde på danska regeringens vägnar förhandlingarna med de nordiska grannländerna om åtgärderna mot koleran 1893. Dessutom var han medlem av flera kommissioner, däribland farmakopékommissionen. Han redigerade "Bibliotek for Læger" 1871–1889 och skrev en del hygieniska artiklar, däribland flera om lungtuberkulosens utbredning i Danmark.